# 루툴인
루툴인(Rutul)은 주로 러시아 다게스탄 및 아제르바이잔에 살고 있는 북동캅카스계 민족이다. 총 인구는 약 90,000명으로 추산된다. 역사적인 국가인 캅카스 알바니아와 관련이 있다. 북동캅카스어족에 속한 루툴어를 사용한다.

## 역사
19세기 캅카스 전쟁에서 루툴인은 캅카스 민족을 정복하고 영토를 장악하고자 한 러시아 제국에 적극적으로 맞섰다. 러시아 제국은 상대적으로 큰 이점이 있었지만 60년 동안 작은 캅카스 세력을 물리칠 수 없었다. 러시아 군대는 테러리즘과 야만성으로 행동했고, 그들은 수없이 많은 캅카스 마을들을 불 태워 민간인들을 고문하고 죽였다. 몇몇 캅카스 여성들은 러시아 군인들에게 강간당했고, 아직 붙잡히지 않은 사람들은 러시아 군인에게 성노리개가 되는 대신에 높은 바위에서 차가운 강으로 뛰어들 각오를 했다. 일부 전문가에 따르면 러시아 제국에 의해 일어난 캅카스 전쟁에서 캅카스 전체 인구의 약 2/3가 사망했다.